# Єзеріщенська сільрада
Єзерищенська сільрада (біл. Езярышчанскі сельсавет) — адміністративна одиниця на території Городоцького району Вітебської області Білорусії. Адміністративний центр - міське селище Єзерище. Населення - 1670 чоловік (2019) .

## Історія
Утворено 20 серпня 1924 року як Рудненську сільраду у складі Єзерищенського району Вітебського округу БРСР. Центр – село Рудня. 9 жовтня 1929 року перейменовано на Єзерищенську сільраду, центр перенесено до села Єзерище. З 12 жовтня 1929 року у складі Городоцького району Вітебського округу. Після скасування систему округів з 26 липня 1930 року у Городоцькому районі БРСР. З 12 лютого 1935 року у складі відновленого району з новою назвою Мехівський район. З 20 лютого 1938 року – у Вітебській області. 1939 року центр перенесено до села Рудня.
16 липня 1954 року до складу сільради увійшла територія скасованої Пилькінської сільради. Центр перенесено в Єзерище. 4 жовтня 1957 року село Єзерище набуло статусу міського селища. єзерищенську сільраду перетворено на Єзерищенську селищну раду.
4 вересня 2014 року Єзерищенську селищну раду перетворено на Єзерищенську сільраду. До складу сільради увійшли 8 населених пунктів Бичихинської сільради (агромістечко Лісогірське та села Авдейкове, Кайки, Містечко, Панкри, Студёнка, Сурміно, Ткачі). 13 вересня 2018 року до складу сільради увійшла частина скасованої Руднянської сільради.

## склад
Єзерищенська сільрада включає 25 населених пунктів:
- Авдейкове — село
- Бібіно — село
- Болотниця — село
- Водяники — село
- Гірки — село
- Гуколи — село
- Дорохи — село
- Дубрівки — село
- Єзерище — міське селище
- Жуково — село
- Задраччя — село
- Кайки — село
- Кудини — село
- Лісогірська — агромістечко
- Ляхівка — село
- Мартиненки — село
- Марченки — село
- Містечко — село
- Панкри — село
- Прудок — село
- Рудня — село
- Солодухи — село
- Студёнка — село
- Сурміно — село
- Ткачі — село

Скасовані населені пункти:
- Лобанівка - село
- Синці — село
- Щемелі — село